# Vicuña

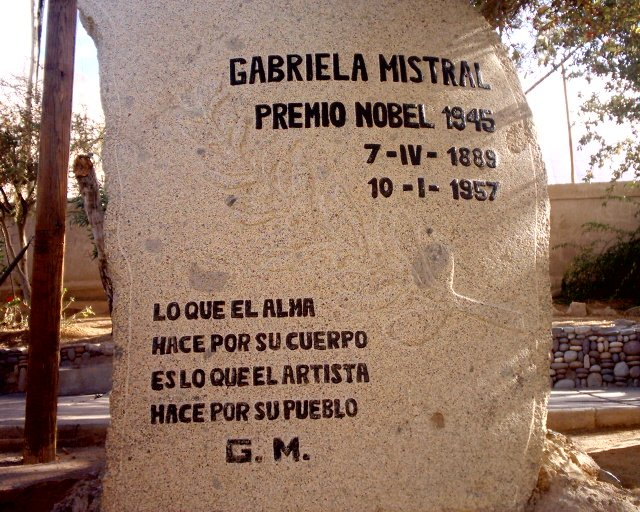
Pomnik Gabrieli Mistral

Vicuña – miasto i gmina w środkowym Chile, w regionie Coquimbo, w prowincji Elqui, położone 60 km na wschód od stolicy regionu La Sereny. Miasto liczy 12,9 tys. mieszkańców (2002), a gmina 26 tys. mieszkańców. Jest głównym miastem doliny Elqui. Jest również największą pod względem powierzchni gminą zarówno prowincji Elqui, jak i regionu Coquimbo.

Vicuña jest miejscem urodzin znanej chilijskiej poetki, laureatki Nagrody Nobla Gabrieli Mistral. Obecnie znajduje się tutaj muzeum poświęcone życiu i twórczości poetki.

## Historia
Miejscowość została założona w 1821 r. przez pułkownika Joaquína Vicuña Larraína na polecenie Bernardo O’Higginsa i otrzymała nazwę San Isidro de Vicuña. W 1872 r. przyznano jej prawa miejskie i jednocześnie nadano nazwę Vicuña.

## Gospodarka
Vicuña jest ważnym ośrodkiem produkcji pisco. Jego głównym producentem w tym regionie jest Cooperativa Agrícola Pisquera Elqui Limitada (CAPEL), której produkty stanowią 70% całego eksportu chilijskiego pisco.

### Górnictwo
Na terenie gminy Vicuña znajdują się znaczne złoża złota i srebra, które jednak nie są obecnie eksploatowane na skalę przemysłową. W miejscowości Talcuna na terenie gminy w 2009 r. otwarto kopalnię miedzi.

Do roku 2004 istniała kopalnia złota El Indio, która została jednak zamknięta z przyczyn ekonomicznych i ekologicznych.

## Administracja
Lista alkadów Vicuña:
| Alkad                     | Partia     | Okres sprawowania władzy            |
| ------------------------- | ---------- | ----------------------------------- |
| Pedro Rojas Rivera        | Niezależny | 1967–1973                           |
| Gina Ancarola Privato     | Niezależna | ? - 31 lipca 1987                   |
| Wilson Rivera Díaz        | Niezależny | 31 lipca 1987 - ?                   |
| Fernando Segovia Varas    | Niezależny | ? - 26 września 1992                |
| Pedro Rojas Rivera        | PR         | 26 września 1992 - październik 1992 |
| Héctor Herrera Vega       | PPD        | 1993–1994                           |
| Edmanuel Ferreira Mondaca | PDC        | 1995 - 6 grudnia 1996               |
| Fernando Guaman Guaman    | UDI        | 6 grudnia 1996 - 6 grudnia 2004     |
| Gloria Torres Espejo      | Niezależna | 6 grudnia 2004 - 6 grudnia 2008     |
| Fernando Guaman Guaman    | Niezależny | 6 grudnia 2008 - 6 grudnia 2012     |
| Rafael Vera Castillo      | PDC        | 6 grudnia 2012 - obecnie            |